# Sărneveț, Stara Zagora
Sărneveț (în bulgară Сърневец) este un sat în comuna Bratea Daskalovi, regiunea Stara Zagora,  Bulgaria. 

## Demografie
Componența etnică a satului Sărneveț
     Bulgari (99,19%)
     Nicio identificare (0,8%)
     Altele (0%)
La recensământul din 2011, populația satului Sărneveț era de 124 locuitori. Din punct de vedere etnic, majoritatea locuitorilor (99,19%) erau bulgari. Pentru 0,8% din locuitori nu este cunoscută apartenența etnică.